# Caracas Chronicles
Caracas Chronicles es un sitio web venezolano centrado en noticias y análisis de Venezuela en inglés, con un enfoque en la política y la economía venezolana en la era de Chávez y post-Chávez.

## Historia
Caracas Chronicles fue fundada en 2002 por Francisco Toro,un politólogo venezolano residente en Canadá,siendo relanzado en 2015 en Florida. Caracas Chronicles tiene una oficina de redacción en Caracas, corresponsales a nivel nacional, y planea convertirse en «un sitio de noticias más profesional basado en estándares periodísticos exigentes».
En febrero de 2019,Rafael Osío Cabrices asumió la posición de redactor en jefe. quien anteriormente trabajó en el periódico El Nacional, en la revista de noticias Primicia, y ha publicado tres libros: El Horizonte Encendido, Apuntes Bajo el Aguacero y Salitre en el Corazón.Antes de la designación de Osío Cabrices, Toro había alternado en la posición de redactor en jefe con Juan Nagel, economista venezolano y profesor de la Universidad de los Andes, Chile

## Recepción
Associated Press dice que las «reflexiones en inglés del sitio web son una lectura obligada para los periodistas extranjeros, los académicos y los adictos a la política».

Tras la muerte del presidente Hugo Chávez, José de Córdoba escribió en Americas Quarterly:
Caracas Chronicles, un blog en inglés que ha narrado desde 2002 la era de Chávez, seguirá siendo una herramienta indispensable de análisis e información para los adictos a la historia de Chávez, una historia que hasta ahora ha logrado sobrevivir al flamante presidente. ... Uno espera que los venezolanos, y todos los demás interesados en el destino del país, sigan siendo atendidos por los entretenidos y perspicaces despachos de Caracas Chronicles.
David Frum dijo en The Daily Beast que el chavismo no era sostenible, y que cuando los precios del petróleo bajaran, Caracas Chronicles «será la guía esencial».